# Saran (Kasachstan)
Saran (kasachisch Саран, russisch Сарань Saran) ist eine Stadt in Zentralkasachstan mit 34.320 Einwohnern (Stand 1. Januar 2025), im Gebiet Qaraghandy und liegt 25 km südwestlich der Gebietshauptstadt Qaraghandy.

## Geschichte
Die Stadt wurde am 20. Dezember 1954 gegründet, sie war früher Teil der Stadt Qaraghandy. Seit 1961 gehören zum Stadtgebiet ehemalige unabhängige Orte: Malaja Saran, Dubovka, Bajtam, Sokur, Saran-Ugolnaja und Aqtas.

## Bevölkerung
| Jahr      | 1959   | 1970   | 1979   | 1989   | 1999   | 2009   |
| --------- | ------ | ------ | ------ | ------ | ------ | ------ |
| Einwohner | 39.810 | 49.053 | 54.878 | 63.624 | 42.957 | 42.058 |

## Wirtschaft
Die Stadt Saran wird wie die meisten Städte in der Umgebung von Qaraghandy von dem Bergbau geprägt. In zahlreichen Schächten (Untertagebau) und Tagebau wird Kohle gefördert.
In Saran hat das kasachische Sportunternehmen Karat seinen Unternehmenssitz.

## Söhne und Töchter der Stadt
- Meiram Smaghulow (* 1962), Politiker
- Sergei Lawrenenko (* 1972), Radrennfahrer
- Andrei Misurow (* 1973), Radrennfahrer
- Sergej Karimow (1986–2019), deutsch-kasachischer Fußballspieler
- Michail Hardsjajtschuk (* 1989), belarussischer Fußballspieler
- Artur Grass (* 1992), deutsch-kasachischer Eishockeyspieler und -trainer
- Jana Riva (* 1994), deutsche Schauspielerin und Webvideoproduzentin